# Wielki zespół mieszkaniowy

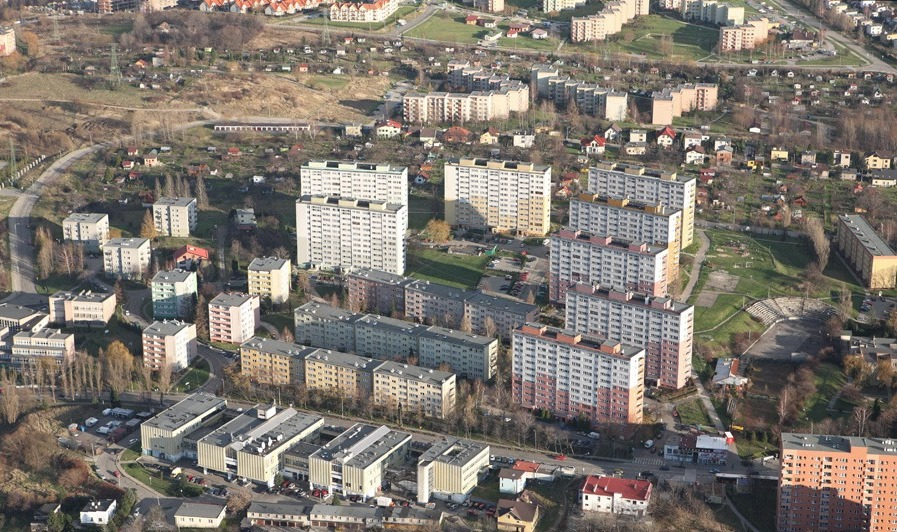
Osiedle Złote Łany w Bielsku-Białej

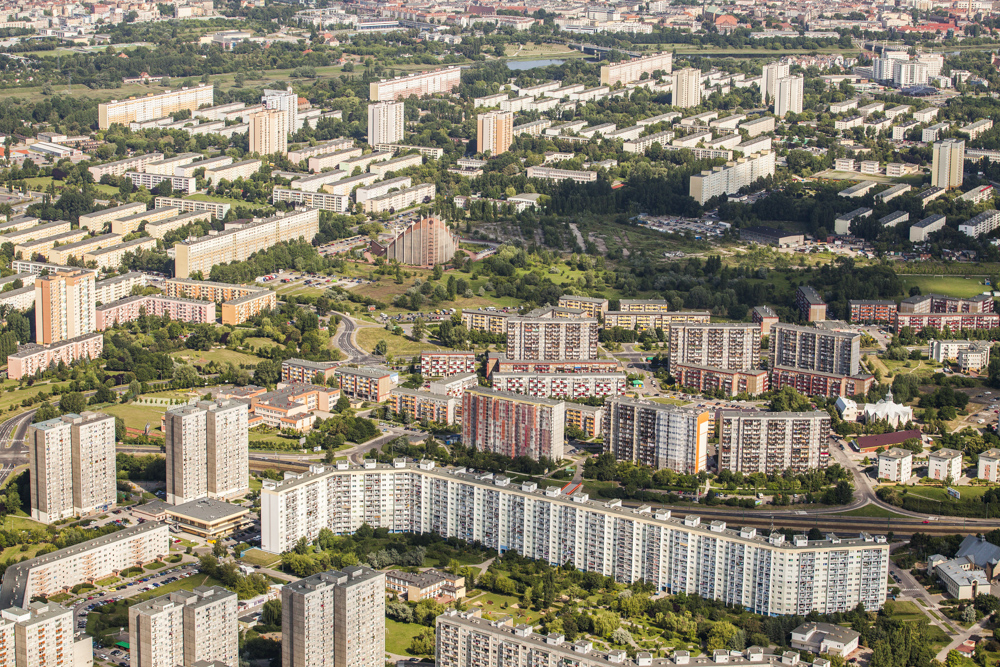
Osiedla mieszkaniowe na Żegrzu i Ratajach w Poznaniu

Wielki zespół mieszkaniowy (w skrócie wzm, zespół mieszkaniowy z fr. grand ensemble; pot. blokowisko) – forma urbanistyczna, w której na małej przestrzeni znajduje się duże skupisko bloków mieszkalnych bez innych budynków mieszkalnych, a liczba mieszkańców wynosi od kilku do kilkudziesięciu tysięcy.
Zespoły mieszkaniowe pojawiły się po raz pierwszy we Francji. Pierwszym było osiedle Sarcelles pod Paryżem, którego budowę rozpoczęto w 1954. Tego typu formy urbanistyczne stały się powszechne w drugiej połowie XX wieku, szczególnie w państwach, gdzie proces urbanizacji rozpoczął się z opóźnieniem i rozwijał się w sposób gwałtowny. Budowa wzm podyktowana była zapotrzebowaniem intensywnie rozwijającego się przemysłu na siłę roboczą. Skutkiem tego powstawały osiedla tanich mieszkań, najpierw w 4- lub 5-kondygnacyjnych, a następnie 11-kondygnacyjnych blokach.

## Cechy charakterystyczne wzm
- Duża liczba ludności skupiona w blokach, przewyższająca znacznie jednostkę sąsiedzką, optymalną pod względem wielkości, jeżeli chodzi o możliwość wytworzenia społeczności lokalnej.
- Stapianie się osiedli typu wzm w jedną całość.
- W trakcie rozbudowy zwiększanie się liczby kondygnacji w blokach.
- Oddalenie od miejsc pracy.
- Ograniczenia (w porównaniu ze śródmieściami) dogodnej komunikacji zbiorowej na obszarze wzm.
- Dostępność samorządowych obiektów usługowych na terenach wzm, mogących zaspokajać potrzeby mieszkańców, tj. żłobków, przedszkoli, szkół, klubów sportowych, bibliotek, domów kultury, urzędów pocztowych, przychodni zdrowia.
- Brak lub ograniczenie obiektów kulturalnych, tj. kin, teatrów, muzeów i galerii sztuki.
- Koncentracja handlu i gastronomii w kilku miejscach zespołu mieszkaniowego, co jest niedogodne dla mieszkańców, których bloki położone są w odległości kilkuset metrów od miejsca zaopatrzenia się w artykuły pierwszej potrzeby.
- Monotonia krajobrazu wynikająca z odmiennej percepcji przestrzeni przez projektującego osiedle planistę i zamieszkującego ją użytkownika.
- Przytłoczenie zieleni miejskiej przez wielkie bloki, co wytwarza poczucie pustej przestrzeni wewnątrz osiedli dla mieszkańców.
- Dużo terenów zielonych – parków, skwerów, zieleńców, przyblokowych ogródków, łąk, ogródków działkowych, placów zabaw, obiektów sportowo-rekreacyjnych.
- Brak więzi sąsiedzkich między mieszkańcami zamieszkującymi oddalone od siebie bloki.
- Duża w porównaniu ze śródmieściami i zabytkowymi częściami miast liczba miejsc postojowych (parkingów i garaży).

Cechy te były typowe dla zespołów mieszkaniowych w Polsce przede wszystkim w latach 70. i 80. XX wieku, gdy powstawały one praktycznie we wszystkich większych miastach. Obecnie wraz ze spadkiem rozwoju zespołów mieszkaniowych w Polsce zaobserwować można, że nastąpiła dekoncentracja handlu oraz udogodnienia w komunikacji miejskiej. Przyczyniło się do tego odejście od budowy wielkich bloków w kierunku budowy osiedli szeregowców, mniejszych domów przeznaczonych do zamieszkania przez kilka rodzin.

## Galeria zdjęć

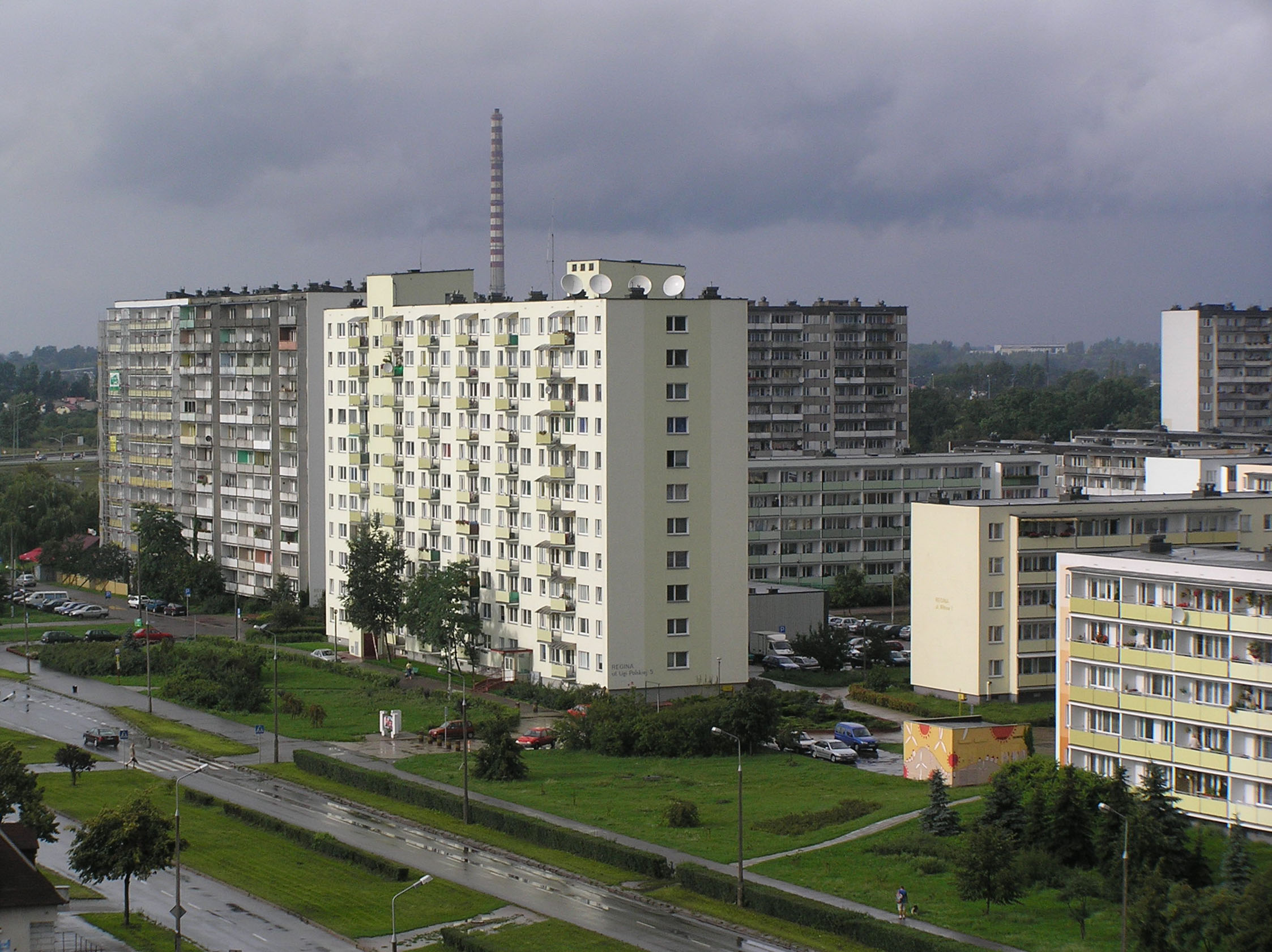
Typowe blokowisko – os. Skarpa w Toruniu
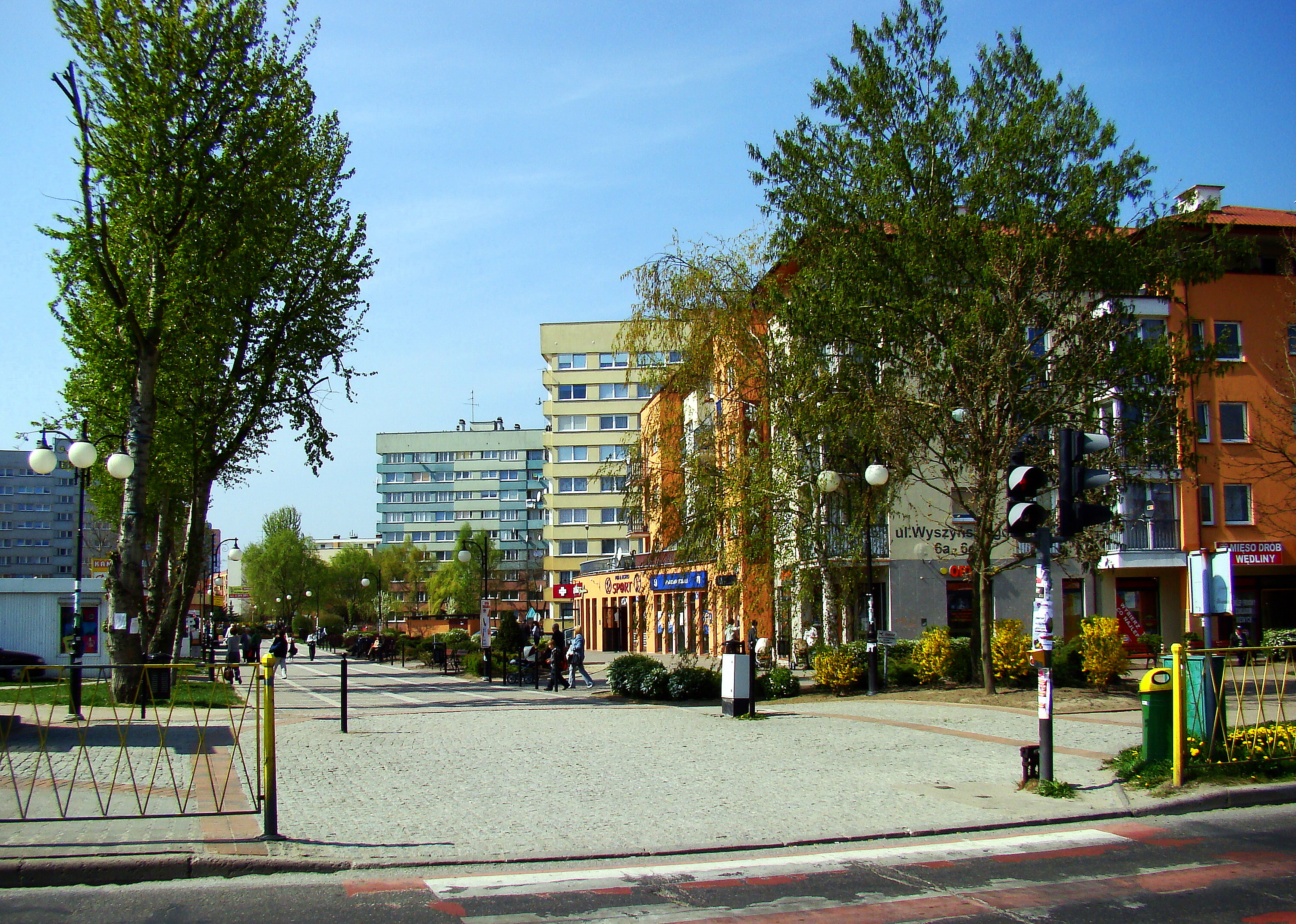
Osiedle Anny Jagiellonki w Policach
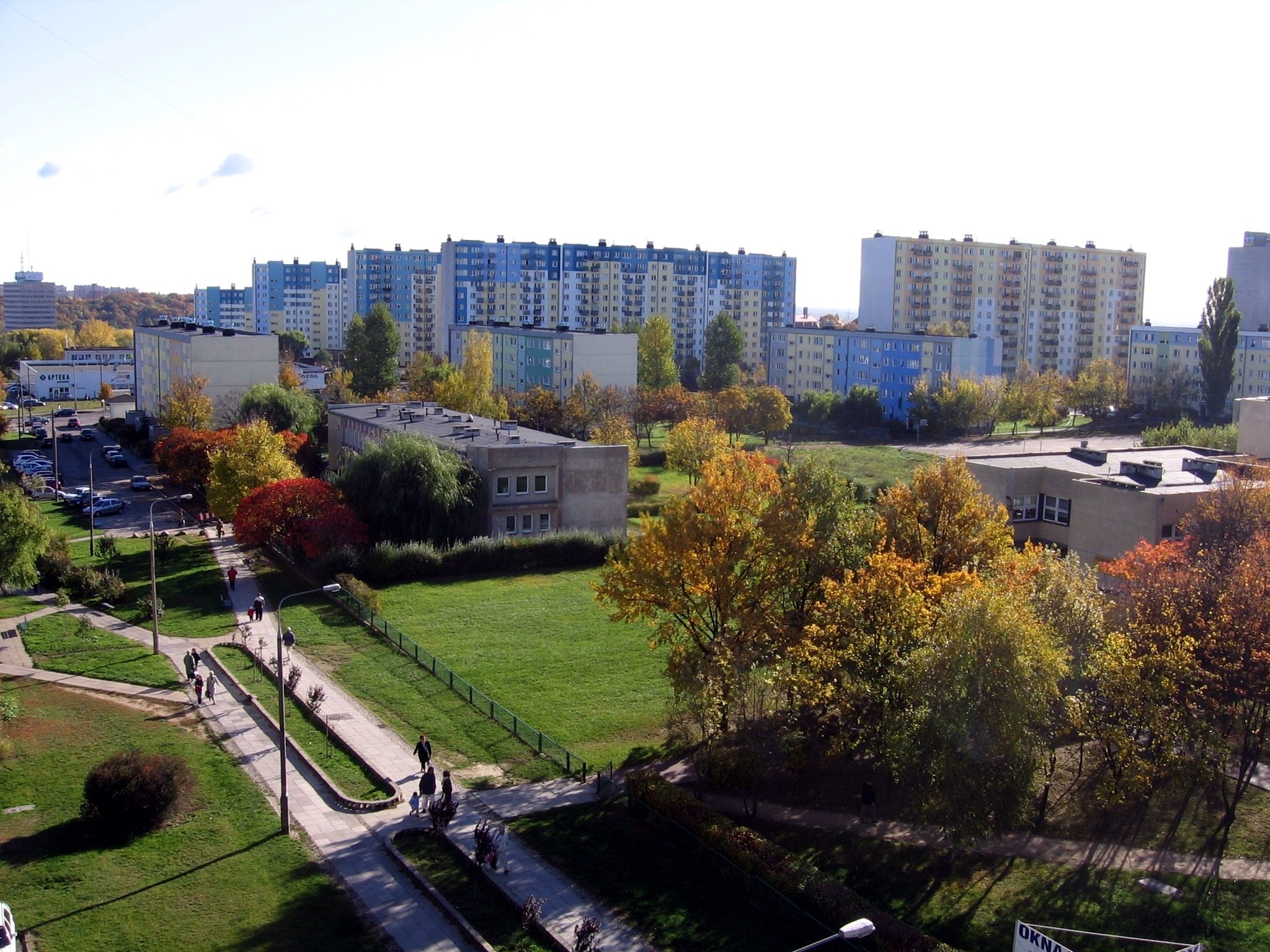
Osiedle Staszica w Gorzowie Wielkopolskim
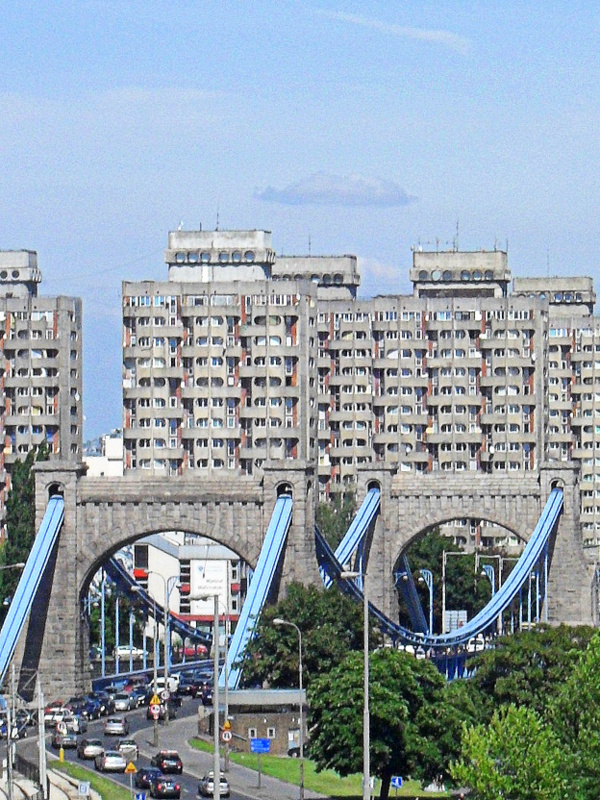
Osiedle bloków mieszkalnych przy placu Grunwaldzkim we  Wrocławiu
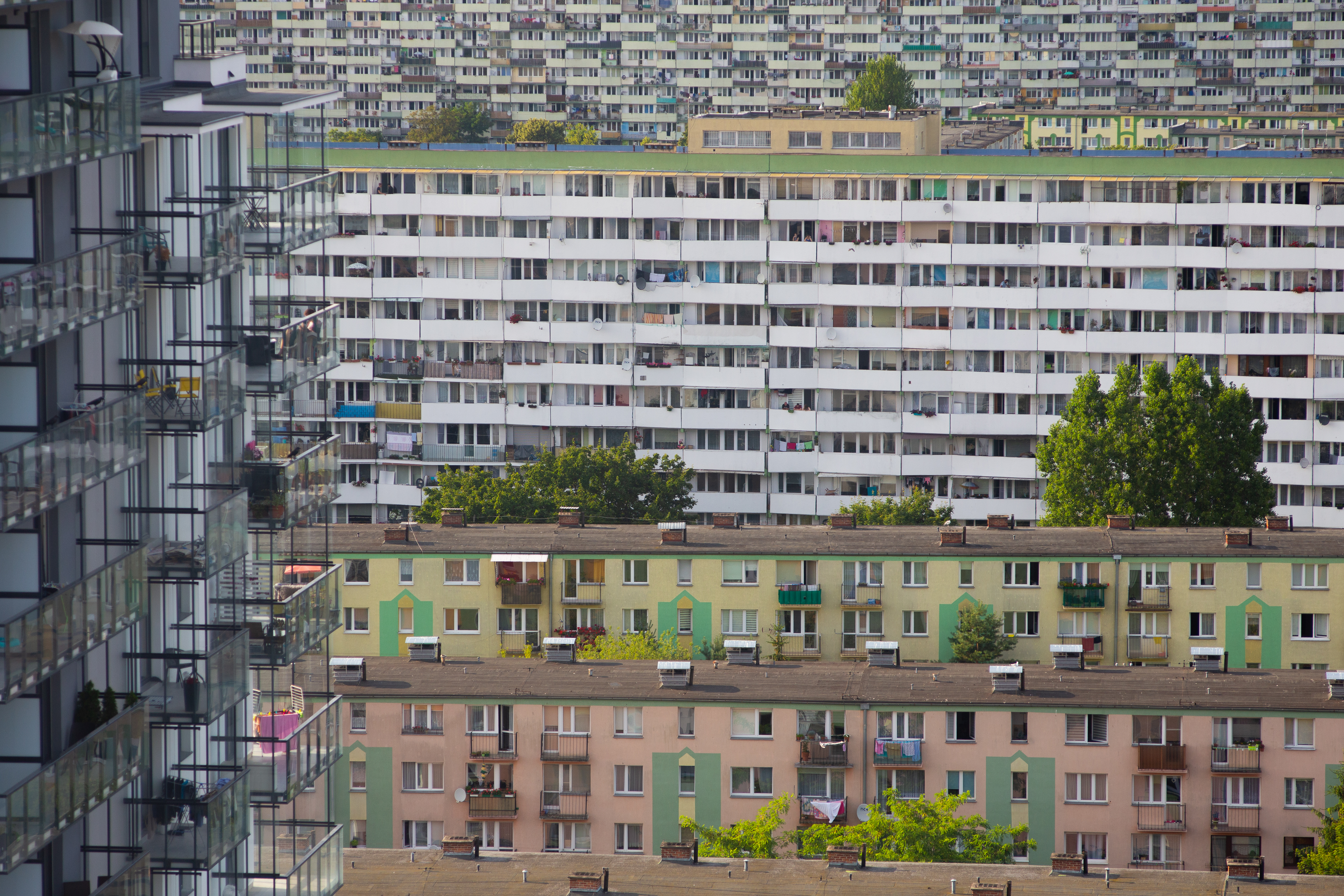
Blokowisko w Gdańsku Przymorze